# Wilhelm von Curti

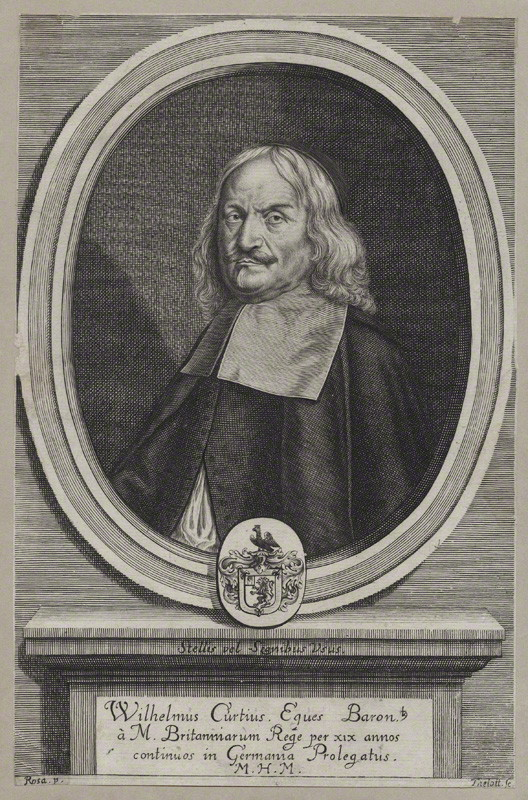
William Curtius, 1. Baronet

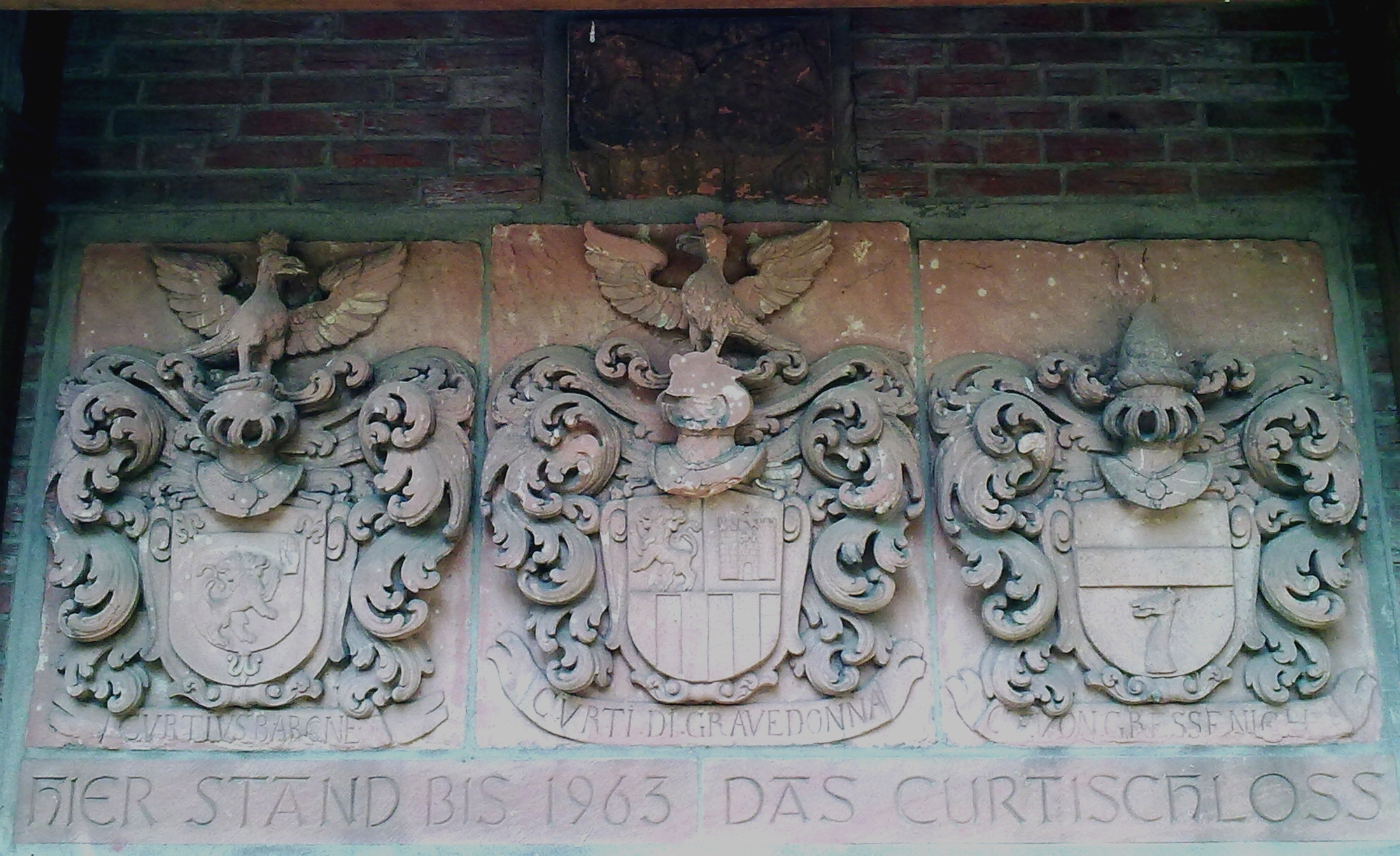
Seine Wappentafel am Standort seines ehemaligen Besitzes, des abgerissenen Curti-Schlosses

Johann Wilhelm von Curti, auch Johann Wilhelm von Curti genannt Curtius und ab 1652 Sir John William Curtius, 1. Baronet (* 14. Mai 1598 in Bensheim, getauft 12. August 1599; † 23. Januar 1678 in Frankfurt am Main) wurde 1632 Diplomat in englischen Diensten, 1652 als englischer Baronet geadelt, war kurpfälzischer Amtmann und Geheimrat.

## Biographie
Johann Wilhelm von Curti war der Sohn des Bensheimer Wirtes und Weinhändlers Wilhelm Kurtz (Curtius) († 1621), ab 1608 Mitglied des Rates der Stadt Bensheim, und dessen Gattin Anna Schuler. Wilhelm sen. Vater Michael Curtius und dessen Ehefrau Ursula Cruzia kamen wohl aus der Gegend um Genf (ex Allobrogibus) und führten ihren Namen vermutlich nach der lombardischen Adelsfamilie der Curti di Gravedona.
Johann Wilhelm wurde erst am 12. August 1599 getauft.
Johann Wilhelm war nach einem Studium u. a. am Casimirianum Neustadt und der calvinistischen Academia Nassauensis und einer Zeit bis etwa 1632 sporadisch in Diensten Friedrich V. der Kurpfalz. Von Mai 1631 bis etwa November 1632 war Curtius, der seinen Familiennamen nach dem Studium latinisierte, durch Vermittlung Friedrichs, Sekretär des englischen königlichen Staatssekretärs Henry Vane dem Älteren und fungierte später als Gesandter der englischen Könige Karl I. und Karls II. Von Oktober 1632 bis Dezember 1633 reiste er zu einer diplomatischen Mission zu den Truppen des schwedischen Königs Gustav Adolfs, der auf seinem Feldzug in Deutschland operierte und die protestantische und calvinistische Seite unterstützte. Noch 1633 mehrfach in London und Den Haag an den Königshöfen, war er bis 1638 mit weiteren diplomatischen Missionen an verschiedenen Fürstenhöfen in Deutschland befasst, zumeist Verbindung zwischen Kurpfalz und England haltend. 1640 wieder im Rhein-Main Gebiet nachgewiesen, unter anderem das nachträgliche Begräbnis seines Vaters in Bensheim organisierend, folgte er 1641 bis 1642 dem englischen Diplomaten Thomas Roe als Geheimsekretär nach Wien. Von 1639 bis 1649, also in den letzten Jahren des Dreißigjährigen Krieges und während des mit dem Englischen Bürgerkrieg einhergehenden Exils des englischen Königs, war er wieder an verschiedenen deutschen Fürstenhöfen im englischen Diplomatendienst. 1650 bis 1674 wurde er als Oberamtmann des Kurpfälzer Oberamtes Otzberg und der Kurpfälzer Hälfte im Kondominat Umstadt eingesetzt. Von 1664 bis 1677 war er als englischer Ministerresident beim Heiligen Römischen Reich in Frankfurt am Main eingesetzt.
Am 2. April 1652 wurde ihm in der Baronetage of England der erbliche Adelstitel eines Baronet, benannt Curtius of Sweden, verliehen und er als „Sir John William Curtius, 1. Baronet“ tituliert. 
Am 14. April 1653 wurde er mit einem hessisch-darmstädter Burglehen in Umstadt belehnt, erwarb das dortige herrschaftliche Anwesen und ließ es in der Folgezeit großzügig zum sogenannten Curti-Schloss ausbauen. Mit der Wappentafel, die er dort anbringen ließ, nahm er in Anspruch, von der lombardischen, uradligen Familie der Curti di Gravedona abzustammen. 1667 wurde er als Fellow in die Royal Society aufgenommen.

## Ehen und Nachkommen

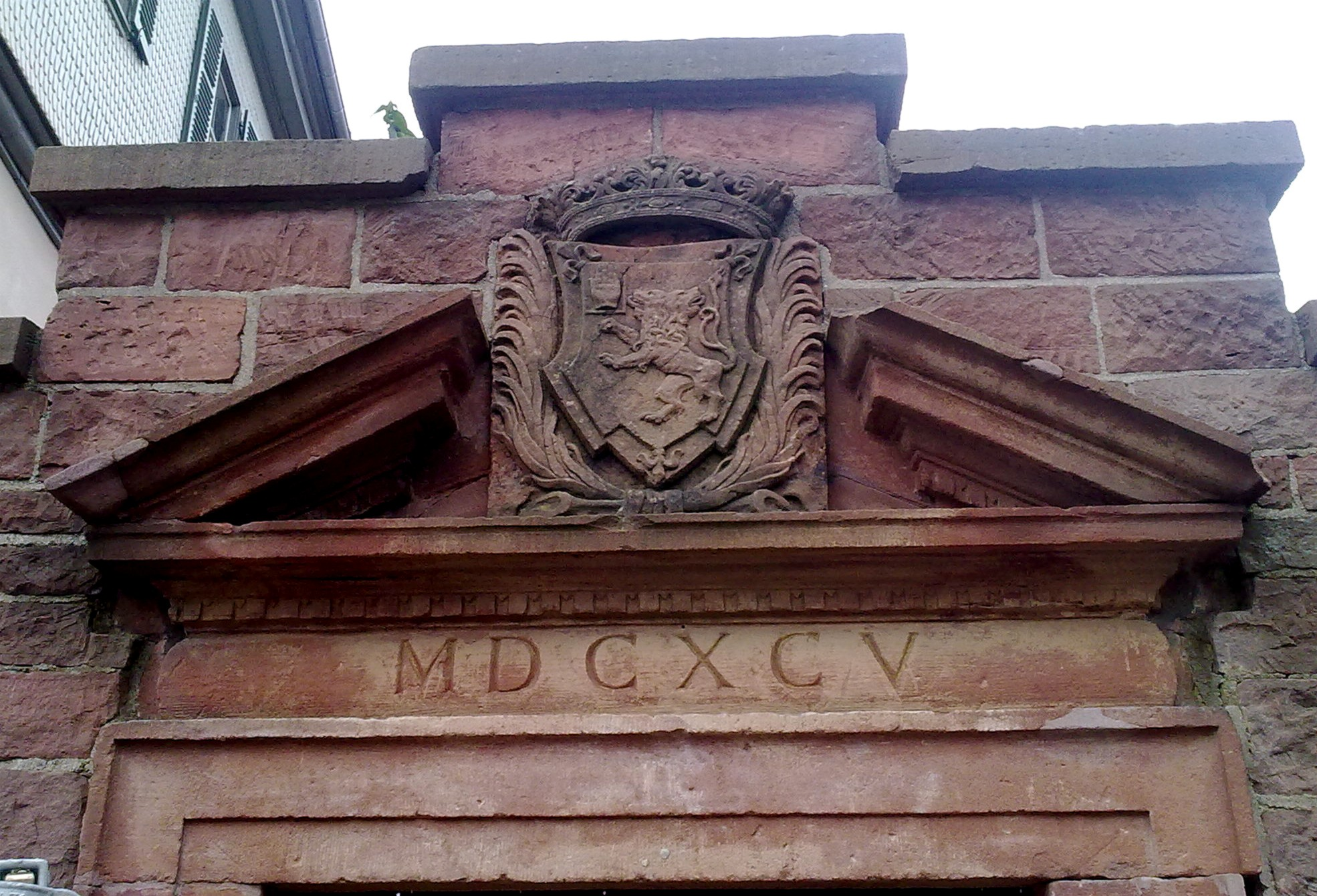
Curti-Wappen aus der niedergelegten Curti’schen Gruft im Torbogen der Begrenzungsmauer am Pfälzer Schloss in Groß-Umstadt, darunter datiert 1695. Man beachte die heraldisch sich rechts oben befindliche Schwurhand englischer Baronets (Rote Hand von Ulster, für die Baronets wird dabei die linke Hand dargestellt)

In erster Ehe heiratete Johann Wilhelm von Curti am 8. November 1649 in Mülheim bei Köln Freiin Katharina Fabricius genannt von Gressenich (1625–1659). Sie wurde 1625 in Denklingen als Tochter des kurpfälzisch-neuenburger Rates, Richters und Rentmeisters Peter Fabricius, genannt von Gressenich, und von Anna Hoeuft' aus Roermond geboren. Katharina Fabricius starb am 6. Oktober 1659 bei der Geburt des sechsten Kindes. In zweiter Ehe heiratete Johann Wilhelm von Curti am 27. April 1676 in Frankfurt am Main Anna Sibylla von Stalburg (* 27. Januar 1636 in Frankfurt am Main; † 12. Januar 1699 auf Gut Coblentz in Pommern), Tochter des Hieronymus von Stalburg, Stadtschultheiß in Frankfurt am Main, und der Juliana Veronica Kellner, die Witwe des vermögender Frankfurter Kaufmanns Johann Martin Fay (* 10. Mai 1632; † 22. Mai 1674). Nach seinem Tod 1678 heiratete seine Witwe in dritter Ehe 1681 Friedrich Wilhelm von Eickstedt (* 15. Mai 1655; † 15. Oktober 1710), Distriktsdirektor und Ritterschaftsdeputierter.
Sein ältester Sohn war Carl-Wilhelm von Curti (* 26. Dezember 1654; † 13. April o. September 1733), der ihn als Baronet beerbte (alias Sir Charles William Curtius, 2. Baronet). Dieser war hessen-darmstädtischer Regierungsrat und Oberamtmann von Otzberg von 1681 bis etwa 1690/91. 1691 heirateten Carl-Wilhelm von Curti und Anna Helena von Schenck zu Schweinsberg in der Burg Hermannstein.
Carl-Wilhelm von Curtis Söhne (Hermann) Carl August Adolf von Curti (* 22. April 1699, ⚭ 15. März 1740; † 18. August 1753) und verheiratet mit Erhardine Catharina Louise von Wahl (* um 1700; † 17. Februar 1786) und Philipp Anton von Curti († schon 1735) werden mit dem Besitz belehnt. Die Kinder Carl August Adolfs waren Sohn Wilhelm Adam von Curti (* 21. Juli 1742; † 15. Januar 1823) , verheiratet mit Charlotte Elisabeth geb. von Fleckenbühl genannt Bürgel in Rodheim v. d. H. am 12. August 1774, und letzter männlicher Spross derer von Curti, und Tochter Juliane Albertine von Gall geborene Curti (* 17. März 1744 Groß-Umstadt; † 15. Juni 1799 Dreieichenhain), die am 14. April 1768 den Kammerherrn, Hessischen Geheimrat und Oberlandjägermeister des Landgrafen von Hessen-Darmstadt Wilhelm Rudolf Daniel Philipp von Gall (* 1734; † 1799) heiratete. Beider Sohn war der Freiherr Ludwig Christian Philipp von Gall und Generalmajor im Dienst des Großherzogtums Hessen-Darmstadt. Bruder und Schwester werden gemeinsame Erben und 1754 und 1770 mit dem Besitz belehnt. Noch vor der Trennung des 1790 in Konkurs gegangenen Wilhelm Adam von Curti und seiner Frau Charlotte Elisabeth gibt dieser seinen Erbteil an seine Schwester weiter oder verkauft es (Reste des sogenannten Kurtischen Waldbesitzes um Umstadt). Von dieser gelangt es durch Heirat an die von Galls und wird nach und nach veräußert. Lehensanteile fielen an Hessen-Darmstadt zurück.